# Чизери, Андреа
Андреа Чизери (итал. Andrea Ciseri, Cisari, Cesari, Siceri) — итальянский живописец-декоратор ломбардской школы.

## Биография
Андреа родился, вероятно, около 1620 года в Ломбардии, на севере Италии. Его обучение как живописца-декоратора проходило во Флоренции в школе Луиджи Баччо дель Бьянко и Бартоломео Нери, рисовальщиков, живописцев и театральных декораторов флорентийской школы эпохи барокко середины XVII века. Чизери был среди помощников болонских художников Анджело Микеле Колонны и Агостино Мителли во время их пребывания во Флоренции на службе при дворе великого герцога Тосканы.
Однако творчество Чизери прежде всего связано с многолетним сотрудничеством с художником-квадратуристом (мастером иллюзорных изображений архитектуры) и сценографом Якопо Кьявистелли, с которым он вступил в партнёрство в 1646 году, в том числе благодаря флорентийцу Фердинандо Такки, с которым он был близким другом.
Под руководством Такки Чизери и Кьявистелли начали, незадолго до 1650 года, живописное оформление постановок крупных флорентийских театров, таких как Театро ди Виа дель Кокомеро, а несколько лет спустя — Театра делла Пергола. Сотрудничество с Кьявистелли также заключалось в росписях фресками залов главных флорентийских дворцов, прежде всего резиденции великого герцога Палаццо Питти, где в 1661 году они выполнили для принца Козимо Медичи (позднее Козимо III) по случаю его брака с принцессой Маргаритой Луизой Орлеанской. Росписи «квадратурой» первого этажа палаццо частично сохранились.
Среди других работ, созданных в сотрудничестве с Кьявистелли, — большой зал дворца Черретани на старой площади Санта Мария Новелла и потолок церкви Санта-Мария-Маддалена-деи-Пацци в Борго Пинти (1669). Однако источники показывают, что в других местах Кьявистелли работал без помощников, например, для маркиза Маттиаса Бартоломеи (1664) на вилле Монтеветтолини (Пистойя) или в некоторых комнатах маркиза Герардо Фрескобальди в его дворцах в Сан-Спири. во Флоренции (1665—1666). Однако в сотрудничестве со своим «компаньоном» Чизери всё больше стал играть роль простого исполнителя, а концепция декоративных частей и организация работы стали почти исключительной обязанностью Кьявистелли. Это создало разногласия между ними, которые затем привели к настоящему юридическому спору, переданному в 1674 году на рассмотрение консулов флорентийской Академии рисунка.